# Raoul Feuillet
Pour les articles homonymes, voir Feuillet.
Œuvres principales
Chorégraphie, ou l'art de décrire la danse (1700)
Raoul Feuillet (baptisé Raoul Auger, fils de Guillaume Auger, sieur des Feuillées [sic], le 18 mai 1660 à Bazouges-la-Pérouse et mort le 14 juin 1710 probablement rue de Bussy à Paris) est un danseur, chorégraphe et maître à danser, auteur de la transcription du système de notation de la danse inventé par son maître Pierre Beauchamp. 
En 1700, il publie son ouvrage « Chorégraphie, ou l'art de décrire la danse par caractères, figures et signes démonstratifs », qui aura un retentissement considérable pendant plus d'un siècle et demi. À l'appui de ce système théorique, il publie chaque année un « Recueil de danses » contenant des danses de bal et des entrées de ballets en vogue, composées pour la plupart par Louis Pécour et par lui-même. En 1706, il publie également un « Recueil de contredanses », dont plusieurs sont tirées des opéras de Jean-Baptiste Lully ou Marin Marais. Véritable somme du savoir chorégraphique de l'époque, ses œuvres sont traduites en anglais par P. Siris (v. 1670 - apr. 1735) et John Weaver, et en allemand par Gottfried Taubert. Le « système Feuillet » favorisera la diffusion rapide du répertoire français à travers l'Europe entière. La publication des Recueils de danses sera poursuivie après sa mort par Dezais jusqu'en 1724.

## Principales publications

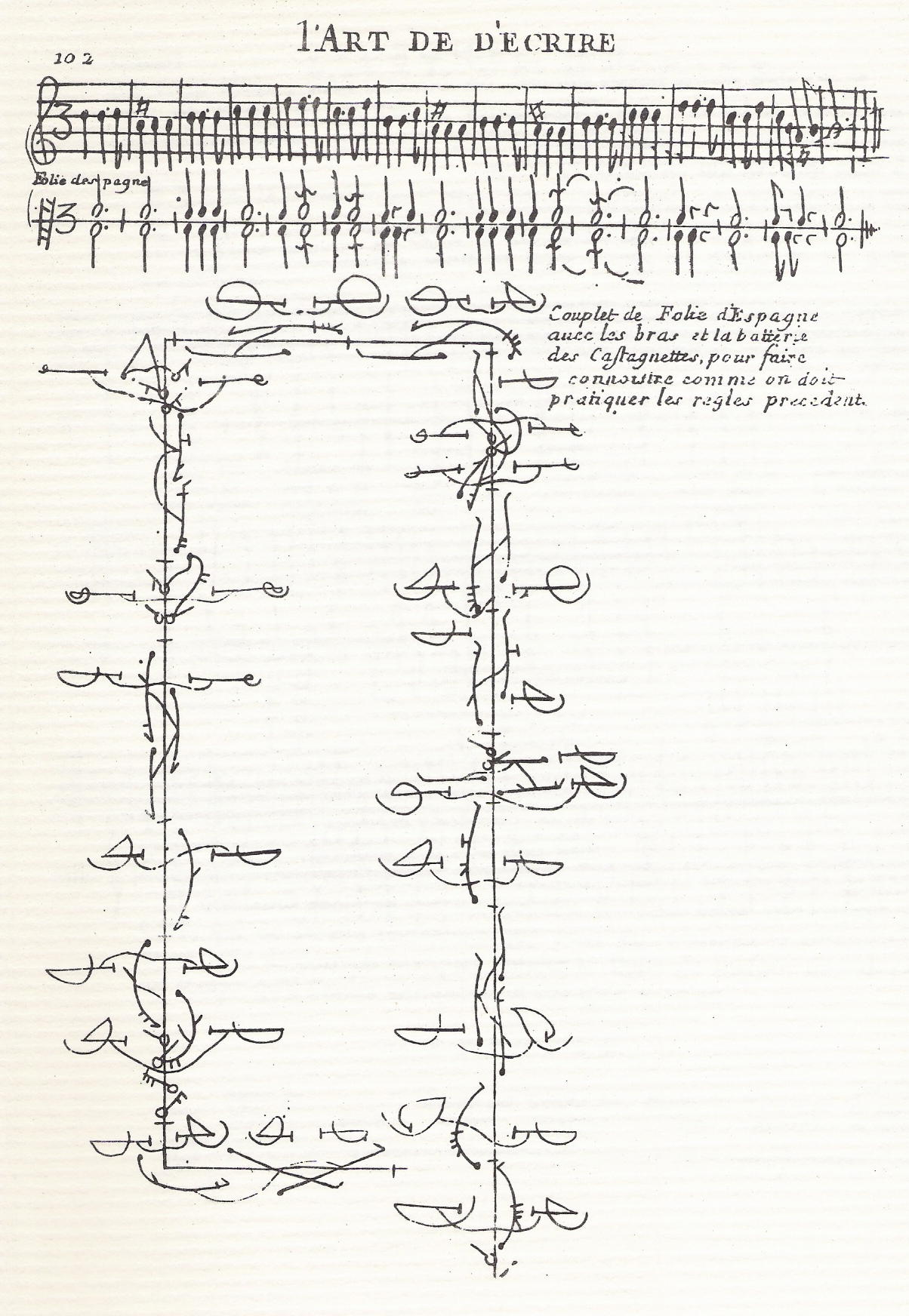
Chorégraphie, ou l'art de décrire la danse (1700).

- 1700 : Chorégraphie, ou l'art de décrire la danse par caractères, figures et signes démonstratifs
- 1700 : Recueil de danses, composées par M. Feuillet
- 1700 : Recueil de danses, composées par M. Pécour [...] et mises sur le papier par M. Feuillet
- 1702 : Pr recueil de danses de bal pour l'année 1703
- 1703 : IIe recueil de danses de bal pour l'année 1704
- 1704 : IIIe recueil de danses de bal pour l'année 1705
- 1704 : Recueil de danses contenant un très grand nombre des meilleures entrées de ballet de M. Pécour [...] recueillies et mises au jour par M. Feuillet
- 1705 : IVe recueil de danses de bal pour l'année 1706
- 1706 : Ve recueil de danses de bal pour l'année 1707
- 1706 : Recueil de contredanses mises en chorégraphie [...] par M. Feuillet
- 1707 : VIe recueil de danses et de contredanses pour l'année 1708
- 1708 : VIIe recueil de danses pour l'année 1709
- 1709 : VIIIe recueil de danses pour l'année 1710
- 1709 : Recueil de danses composées par M. Feuillet (2e édition du recueil de 1700)
- 1709 : Recueil de danses composées par M. Pécour [...] et mises sur le papier par M. Feuillet (2e édition du recueil de 1700)